# Donna Bella Donna
Donna Bella Donna är ett studioalbum från 2004 med det norska dansbandet Trond Erics från Hedmark i Norge. Albumet innehåller bland annat låtar av svenska låtskrivare, fast med texter på norska av Trond Erik Grundt.

## Låtlista
- "Donna Bella Donna" (Niklas Eriksson/U.Georgsson-Trond Erik Grundt)
- "Sommeren kom" (Martin Klaman-P.A.Forsen/Dan Attlerud/Herbert Trus/Lars E.Skogvold)
- "Alle burde ha en venn" (Arnstein Roch Øverland/Aage Winther-Sørensen)
- "Kjerring i huset" (Thomas G:son/Trond Erik Grundt)
- "Cheerio min venn" (Cleo Nilsson/Lars Kenneth Skarshaug)
- "Angeline" (Ulf Georgsson/Mats Larsson/Rolf Löken)
- "Lisa" (P.A.Forsen/Trond Erik Grundt)
- "Regn i Hælja" (Lars Espen Skogvold)
- "Nye mål nye tider" (Peter Åhs/Trond Erik Grundt)
- "Sandy" (Ole Evenrud-Trond Erik Grundt)
- "Paulina" (se även "Åh Paulina" med Bounty) (Steve Eriksson/Keith Almgren-Trond Erik Grundt)
- "Prøve mine vinger" (Peter Åhs-Lars Espen Skogvold)